# Будинок без виходу
«Будинок без виходу» (латис. «Māja bez izejas») — радянський художній фільм режисера Дзідри Рітенберги, знятий на Ризькій кіностудії у 1988 році. Прем'єра фільму відбулася в серпні 1989 року.

## Сюжет
Для художника Старо зв'язок з медсестрою Яною, матір'ю-одиначкою, — стало необхідною від'душиною від сім'ї та ремесла, яке непомітно підмінило творчість. Одного теплого осіннього дня герої їдуть на дачу і стають бранцями злочинців, що втекли з в'язниці. Безнадійно хворий ватажок втікачів перед смертю намагається довести своїм полоненим, що заради збереження життя всі люди здатні на найнижчі вчинки. Однак Старо знаходить в собі сили протистояти бандиту…

## В ролях
- Юозас Будрайтіс — Старо
- Інара Слуцька — Яна
- Альгіс Матульоніс — «Старий»
- Володимир Чепуров — «Порш»
- Гіртс Кестеріс — «Зяблик»
- Петеріс Криловс — сусід
- Ілгоніс Швікас — замовник

## Знімальна група
- Сценарій: Владлен Дозорцев
- Режисер: Дзідра Рітенберга
- Оператори: Харій Кукелс, Генріх Піліпсон
- Композитор: Іварс Вігнерс
- Художник-постановщик: Гунарс Земгалс